# Stone Sour (album)
Stone Sour – pierwszy album zespołu o tej samej nazwie – Stone Sour. Został wydany 27 sierpnia 2002 roku.
Na płycie umieszczono 13 utworów (w tym 3 single), a w edycji specjalnej albumu dołączono dodatkowe 5 piosenek. Single zaczynając od najbardziej popularnego to: „Bother”, „Inhale” i „Get Inside”. Utwór „Omega” jest bardziej wierszem niż piosenką. Album został nominowany do dwóch nagród Grammy (za utwory „Get Inside” i „Inhale”) oraz zdobył tytuł złotej płyty za sprzedaż 500 tys. sztuk.
Specjalna edycja albumu zawiera 5 dodatkowych piosenek: „Rules of Evidence”, „Wicked”, „Inside the Cynic”, „Kill Everybody” i „Road Hogs”. Dodatkowe DVD zawiera teledyski 3 singli.

## Lista utworów
1. „Get Inside” – 3:13
2. „Orchids” – 4:24
3. „Cold Reader” – 3:41
4. „Blotter” – 4:02
5. „Choose” – 4:17
6. „Monolith” – 3:45
7. „Inhale” – 4:25
8. „Bother” – 4:00
9. „Blue Study” – 4:37
10. „Take a Number” – 3:42
11. „Idle Hands” – 3:56
12. „Tumult” – 4:03
13. „Omega” – 2:56

### Utwory dodatkowe specjalnej edycji
1. „Rules of Evidence” – 3:44
2. „The Wicked” – 4:55
3. „Inside the Cynic” – 3:24
4. „Kill Everybody” – 3:26
5. „Road Hogs” – 3:53